# 岩見沢萩の山市民スキー場
岩見沢萩の山市民スキー場（いわみざわはぎのやましみんスキーじょう）は北海道岩見沢市にある民営スキー場。

## 概要
1966年（昭和41年）に地元有志によって設立された株式会社ニュージャパンが運営する民営スキー場。山の一部に市有林があるため市民スキー場となっている。上志文駅近くに開業した「日本で最も駅に近いスキー場」であった（上志文駅は1985年に廃駅）。
約1.5Kmに渡る幅の広いゲレンデが特徴的なスキー場で、岩見沢市内に設置された看板などでは「日本一ワイドなゲレンデ」と称している。規模は大きくないが市街地に比較的近い場所にあり、初心者でも気軽に滑る事ができる傾斜の緩やかなコースが多い。最近はナイター営業ではダイナミックコースの滑走は不可。そのためナイターの検定対策講習もなくなった。
インターチェンジに近く休日は市内はもとより、札幌や江別からも多くのスキーヤーが訪れる。休止中であった道内最初のペアリフト第6リフトが、2014年秋に廃止し取り壊され、Bコースが広くなった。

## コース
右手から左手に向かって難易度が上がっていく構成の全7コース。および子供のソリ専用コースが1つある。
- ダイナミックコース
- ジャイアントコース
- Aコース
- Bコース
- Cコース
- Dコース
- Eコース
- 子供そりコース

## アクセス
- 北海道中央バス・万字線「萩の山スキー場」下車。
- 岩見沢ICから車で数分。

1985年3月まで国鉄万字線の上志文駅が近くにあり、臨時列車（銀嶺号）が運行された時期もあった。